# Rusko na letních olympijských hrách
Rusko na letních olympijských hrách startuje od roku 1900. Toto je přehled účastí, medailového zisku a vlajkonošů na dané sportovní události.

## Účast na Letních olympijských hrách
| Dějiště LOH            | LOH      | Vlajkonoš        | Zlatá medaile | Stříbrná medaile | Bronzová medaile | Celkem |
| ---------------------- | -------- | ---------------- | ------------- | ---------------- | ---------------- | ------ |
| 1900 Paříž             | LOH 1900 | nebyl            |               |                  |                  | 0      |
| 1904 St. Louis         | 1904     |                  |               |                  |                  | Ne     |
| 1908 Londýn            | LOH 1908 | nebyl            | 1             | 2                |                  | 3      |
| 1912 Stockholm         | LOH 1912 | nebyl            |               | 2                | 3                | 5      |
| 1920 Antverpy          | 1920     |                  |               |                  |                  | Ne     |
| 1924 Paříž             | LOH 1924 | nebyl            |               |                  |                  | 0      |
| 1928 Amsterdam         | 1928     |                  |               |                  |                  | Ne     |
| 1932 Los Angeles       | 1932     |                  |               |                  |                  | Ne     |
| 1936 Německo           | 1936     |                  |               |                  |                  | Ne     |
| 1948 Londýn            | 1948     |                  |               |                  |                  | Ne     |
| 1952 Helsinky          | 1952     |                  |               |                  |                  | Ne     |
| 1956 Melbourne         | 1956     |                  |               |                  |                  | Ne     |
| 1960 Řím               | 1960     |                  |               |                  |                  | Ne     |
| 1964 Tokio             | 1964     |                  |               |                  |                  | Ne     |
| 1968 Ciudad de México  | 1968     |                  |               |                  |                  | Ne     |
| 1972 Mnichov           | 1972     |                  |               |                  |                  | Ne     |
| 1976 Montréal          | 1976     |                  |               |                  |                  | Ne     |
| 1980 Moskva            | 1980     |                  |               |                  |                  | Ne     |
| 1984 Los Angeles       | 1984     |                  |               |                  |                  | Ne     |
| 1988 Soul              | 1988     |                  |               |                  |                  | Ne     |
| 1992 Barcelona         | 1992     |                  |               |                  |                  | Ne     |
| 1996 Atlanta           | LOH 1996 | Alexandr Karelin | 26            | 21               | 16               | 63     |
| 2000 Sydney            | LOH 2000 | Andrej Lavrov    | 32            | 28               | 29               | 89     |
| 2004 Athény            | LOH 2004 | Alexandr Popov   | 27            | 27               | 38               | 92     |
| 2008 Peking            | LOH 2008 | Andrej Kirilenko | 23            | 21               | 29               | 73     |
| 2012 Londýn            | LOH 2012 | Maria Šarapovová | 24            | 26               | 32               | 82     |
| 2016 Rio de Janeiro    | LOH 2016 | Sergej Teťuchin  | 19            | 18               | 19               | 56     |
| 2020 Tokio             | LOH 2020 | –                | –             | –                | –                | 0      |
| Celkem                 | 10       |                  | 149           | 136              | 161              | 446    |
| Zdroj na Olympedia.org |          |                  |               |                  |                  |        |

### Sportovci ROV
Ruští sportovci startovali na Letních olympijských hrách 2020 pod označením „Sportovci Ruského olympijského výboru“, protože Rusko bylo kvůli dopingovému skandálu na hrách v Soči z her v Tokiu vyloučeno.
| Dějiště LOH | LOH      | Vlajkonoš                    | Zlatá medaile | Stříbrná medaile | Bronzová medaile | Celkem |
| ----------- | -------- | ---------------------------- | ------------- | ---------------- | ---------------- | ------ |
| 2020 Tokio  | LOH 2020 | Sofja Veliká Maxim Michajlov | 20            | 28               | 23               | 71     |
| Celkem      | 1        |                              | 20            | 28               | 23               | 71     |